# Sonderverein
Ein Sonderverein (oft abgekürzt zu SV) ist ein Verein von Rassegeflügelzüchtern. Die Mitglieder der Sondervereine beschäftigen sich mit der Zucht von Rassehühnern, Rassezwerghühnern, Rassegänsen, Rasseenten, Rasseputen und -perlhühnern, Rassewachteln oder Rassetauben. Sondervereine sind bundesweit tätig und in den Fachverbänden des Bundes Deutscher Rassegeflügelzüchter organisiert. Sie haben sich in der Regel auf die Zucht einer Rasse oder einiger weniger zusammengehöriger Rassen spezialisiert.

## Geschichte
Nachdem Robert Oettel im Jahr 1852 den „Hühnerologischen Verein Görlitz“ gründet hatte, gewann die Rassegeflügelzucht in Deutschland gegen Ende des 19. Jahrhunderts stark an Popularität und es entstanden viele örtliche Geflügel- oder Kleintierzuchtvereine. Parallel dazu organisierten sich die Züchter der gleichen Rasse in Sondervereinen. Dieses Phänomen wurde nicht lediglich in Deutschland, sondern auch in vielen anderen europäischen Ländern und in den Vereinigten Staaten von Amerika beobachtet.

## Zielsetzungen
Im Gegensatz zu örtlichen Vereinen, die Züchter aller Rassen betreuen, haben sich die Sondervereine auf eine oder wenige zusammengehörige Rassen spezialisiert. So beschäftigt sich zum Beispiel die „Vereinigung der Züchter Bergischer Hühnerrassen und deren Zwerge“ mit den seltenen Rassen Bergischer Schlotterkamm, Bergischer Kräher, Bergischer Zwergschlotterkamm und Bergischer Zwergkräher. Der „Sonderverein der Züchter der Steinheimer Bagdetten“ ist auf die eine Taubenrasse spezialisiert und der „Sonderverein der Züchter des gestreiften Wyandottenhuhnes“ hat sich gar nur einem Farbenschlag der Wyandotten verschrieben.
Die Arbeit der Sondervereine ist darauf fokussiert, die Tiere der betreuten Rasse im Hinblick auf die Musterbeschreibung zu verbessern und zudem leistungsfähig zu erhalten. Ebenfalls versuchen sie die Rassen zu verbreiten und Zuchtgemeinschaften zu fördern. Sie betreuen die Zuchten, vermitteln Zuchttiere und richten rassespezifische Sonderschauen aus. Alljährliche Sommertreffen zum Austausch von Zuchterfahrungen, für Tierbesprechungen und Fachgespräche sind wesentlicher Bestandteil der Vereinsarbeit.
In Zusammenarbeit mit dem Bundes-Zucht- und Anerkennungsausschuss (BZA) des Bundes Deutscher Rassegeflügelzüchter aktualisieren die Sondervereine die Rassegeflügelstandards. Darüber hinaus bilden sie spezialisierte Sonderrichter aus, die die Tiere der Rasse auf Sonderschauen und großen Bundes- und Europaschauen bewerten. Sonderrichter und Zuchtwarte informieren die Vereinsmitglieder über den Zuchtstand der Tiere, welche Eigenschaften zu verbessern sind, welche aus der Zucht auszuschließen oder zu erhalten sind.
Im Falle alter oder bedrohter Geflügelrassen haben die Sondervereine eine wichtige unterstützende Rolle bei der Erhaltung genetischer Ressourcen. Von Bedeutung sind hier sowohl Zuchtlinien lebendiger Tiere als auch tiefgekühltes Genmaterial in Form von Kyroreserven. So waren Krüper und Ostfriesische Möwen entsprechender Sondervereine die ersten Hähne, deren Sperma im mit Bundesmitteln geförderten Projekt „Kryoreserve beim Huhn“ zum Erhalt und zur Verbreitung des seltenen Genmaterials eingefroren wurde.

## Spezialclubs
Das Pendant eines Sondervereins wird bei Kleintierzüchtern auch als Spezialclub bezeichnet. In der Rassegeflügelzucht sind Clubs, informelle Zusammenschlüsse weniger Züchter einer Rasse, häufig Vorläufer von Sondervereinen. Bei meist jüngeren Sondervereinen, wie dem „Lausitzer Elsterpurzler Club“, ist er auch Namensbestandteil.